# 1932 a légi közlekedésben
Ez a lista az 1932-es év légi közlekedéssel kapcsolatos eseményeit tartalmazza.

## Események

### február
- február 25. – több polgári légitársaság összevonásával megalakul az Aeroflot
- február – Adolf Galland második világháborús ászpilóta négyezer másik pályázóval együtt jelentkezik a braunschweigi Verkehrfliegerschule-ba (polgári repülőiskolába), ahova húsz társával együtt felveszik.

### május
- május 21. – Légibalesetben meghal Endresz György magyar óceánrepülő.

### október
- október 15. –  Jehangir Ratanji Dadabhoy Tata megalapítja az Air India légitársaságot.

### pontos dátum nélkül
- Az év elején elkezdődik a PZL.23 Karaś lengyel frontbombázó és felderítő gép tervezése
- Az év végétől a Polikarpov I–5 kétfedelű vadászgép építését az 1. sz. Állami Repülőgépgyárból (GAZ-1) áthelyezik a 21. sz. Állami Repülőgépgyárba (GAZ-21)
- Madaras Aurél, Mitter Lajos asztalossal az esztergomi repülőtéren megalapítja MOVERO Sportrepülők Esztergomi Szakosztályát
- Lengyelországban megkezdik a PZL P.7a sorozatgyártását; balesetekben megsemmisül a PZL P.8 mindkét prototípusa
- A Szovjetunióban elkészül a Svecov M–11V csillagmotor, amelynél 200 órára növelték a nagyjavítások közötti üzemidőt
- Az AVIANT Kijevi Repülőgépgyárban elkészül az első szovjet autogiró, a CAGI-ban kifejlesztett 4–EA.
- Megalakul a Taskenti Repülőgépgyártó Termelési Egyesülés elődje, a 84. sz. Repülőgépjavító Üzem
- Elkészül a PWS–54 lengyel posta- és utasszállító repülőgép egyetlen példánya és prototípusa.

## Első felszállások
- november 27. – Dornier Do 17
- PZL.16